# Бланзе (Меза)
Бланзе (фр. Blanzée) насеље је и општина у североисточној Француској у региону Лорена, у департману Меза која припада префектури Верден.
По подацима из 2011. године у општини је живело 20 становника, а густина насељености је износила 5,9 становника/km². Општина се простире на површини од 3,39 km². Налази се на средњој надморској висини од 228 метара (максималној 259 m, а минималној 220 m).

## Демографија
| 1962. | 1968. | 1975. | 1982. | 1990. | 1999. | 2011. |
| ----- | ----- | ----- | ----- | ----- | ----- | ----- |
| 18    | 19    | 22    | 19    | 22    | 18    | 20    |

График промене броја становника у току последњих година